# Icelinus pietschi
Icelinus pietschi is een straalvinnige vissensoort uit de familie van donderpadden (Cottidae). De wetenschappelijke naam van de soort is voor het eerst geldig gepubliceerd in 2001 door Yabe, Soma & Amaoka.